# Chascanum glandulosum
Chascanum glandulosum là một loài thực vật có hoa trong họ Cỏ roi ngựa. Loài này được Thulin mô tả khoa học đầu tiên năm 2005.